# Jean Honoré
Jean Marcel Honoré (ur. 13 sierpnia 1920 w Saint-Brice-en-Coglès, zm. 28 lutego 2013 w Tours) – francuski duchowny katolicki, arcybiskup archidiecezji Tours, kardynał.

## Życiorys
Studiował w kolegium w Saint-Malo i w wyższym seminarium w Rennes. Przyjął święcenia kapłańskie 29 czerwca 1943. W Instytucie Katolickim w Paryżu obronił doktorat z teologii na podstawie pracy o kardynale Johnie Newmanie. Wykładał literaturę w kolegium Saint-Vincent w Rennes i kolegium w Saint-Malo, w latach 1948–1958 był profesorem teologii dogmatycznej i katechezy w seminarium w Rennes. Pełnił funkcję sekretarza generalnego Narodowej Komisji Edukacji Religijnej oraz dyrektora Narodowego Centrum Nauczania Religii. W listopadzie 1964 otrzymał tytuł papieskiego prałata domowego. W latach 1964-1972 był rektorem Katolickiego Uniwersytetu Zachodniego w Angers.
24 października 1972 został mianowany biskupem Évreux, sakrę biskupią otrzymał 17 grudnia 1972 z rąk arcybiskupa Rennes, kardynała Paula Gouyona. W sierpniu 1981 przeszedł na arcybiskupstwo Tours; po osiągnięciu wieku emerytalnego został zwolniony z obowiązków arcybiskupa w lipcu 1997.
21 lutego 2001 Jan Paweł II wyniósł go do godności kardynalskiej, nadając tytuł prezbitera S. Maria della Salute a Primavalle. Arcybiskup Honoré w chwili nominacji kardynalskiej miał ukończone 80 lat, w związku z czym nigdy nie posiadał prawa udziału w konklawe.